# Gustav Obst
Gustav Obst (26. září 1810 Střelské Hoštice – 21. října 1894 České Budějovice) byl rakouský a český statkář a politik, v 2. polovině 19. století poslanec Říšské rady.

## Biografie
Vystudoval práva na Karlo-Ferdinandově univerzitě v Praze, kde roku 1836 získal titul doktora práv. Byl velkostatkářem. Patřila mu panství Střela a Střelské Hoštice. Roku 1857 koupil i statek v pošumavských Volšovech. Patřil mu rovněž statek v Zuklíně. Roku 1866 se právě sem, do odlehlé oblasti Šumavy, uchýlila jeho rodina před postupujícími Prusy v rámci prusko-rakouské války. V roce 1885 Zuklín i Střelské Hoštice musel Obst prodat exekuční cestou.
Byl aktivní i politicky. V zemských volbách v roce 1861 usedl na Český zemský sněm za velkostatkářskou kurii (nesvěřenecké velkostatky). Mandát obhájil i v zemských volbách v lednu 1867. Zemský sněm ho v roce 1861 delegoval i do Říšské rady (tehdy ještě volené nepřímo) za velkostatkářskou kurii. K roku 1861 se uvádí jako Dr. Gustav Obst, statkář, s trvalým bydlištěm ve Střelských Hošticích.